# プスカシュ＝スズキ・クパ
プスカシュ＝スズキ・クパ（ハンガリー語: Puskás-Suzuki Kupa, 英語: Puskás-Suzuki Cup）は、プスカシュ・アカデーミアとマジャールスズキによって創設された国際クラブユースサッカー大会（U-17）である。2008年創設。若くて才能のある選手に国際経験を積む機会を提供することと、フェレンツ・プスカシュを追悼することを大会の目的としている。大会に招待されるクラブは年度によって異なるが、ブダペスト・ホンヴェードとレアル・マドリード、パナシナイコスは必ず招待される。
ブダペスト・ホンヴェードとレアル・マドリードは選手時代、パナシナイコスは監督時代にプスカシュが偉業を成し遂げたクラブである。

## 結果
| 年度 | 優勝（回数）                 | 準優勝                   | 3位                      | 参加チーム数 |
| ---- | ---------------------------- | ------------------------ | ------------------------ | ------------ |
| 2008 | レアル・マドリード (1)       | プスカシュ・アカデーミア | パナシナイコス           | 4            |
| 2009 | フェレンツヴァーロシュ (1)   | ブダペスト・ホンヴェード | レアル・マドリード       | 6            |
| 2010 | ブダペスト・ホンヴェード (1) | パナシナイコス           | レアル・マドリード       | 6            |
| 2011 | ブダペスト・ホンヴェード (2) | レアル・マドリード       | パナシナイコス           | 6            |
| 2012 | ブダペスト・ホンヴェード (3) | プスカシュ・アカデーミア | アウストリア・ウィーン   | 6            |
| 2013 | レアル・マドリード (2)       | パナシナイコス           | ブダペスト・ホンヴェード | 6            |
| 2014 | レアル・マドリード (3)       | プスカシュ・アカデーミア | ディナモ・ザグレブ       | 6            |
| 2015 | ブダペスト・ホンヴェード (4) | レアル・マドリード       | ハジ・アカデミア         | 6            |

出典

## 参加クラブ
| クラブ                     | 回数 | 年度                                           |
| -------------------------- | ---- | ---------------------------------------------- |
| プスカシュ・アカデーミア   | 8    | 2008, 2009, 2010, 2011, 2012, 2013, 2014, 2015 |
| ブダペスト・ホンヴェード   | 8    | 2008, 2009, 2010, 2011, 2012, 2013, 2014, 2015 |
| レアル・マドリード         | 8    | 2008, 2009, 2010, 2011, 2012, 2013, 2014, 2015 |
| パナシナイコス             | 8    | 2008, 2009, 2010, 2011, 2012, 2013, 2014, 2015 |
| ハジ・アカデミア           | 4    | 2011, 2012, 2013, 2015                         |
| フェレンツヴァーロシュ     | 3    | 2009, 2010, 2011                               |
| メルボルン・ビクトリー     | 2    | 2013, 2014                                     |
| アウストリア・ウィーン     | 1    | 2012                                           |
| ディナモ・ザグレブ         | 1    | 2014                                           |
| ACミラン                   | 1    | 2010                                           |
| フェイエノールト           | 1    | 2015                                           |
| スロヴァン・ブラチスラヴァ | 1    | 2009                                           |

出典